# Hypophylla
Genre
Hypophylla est un genre d'insectes lépidoptères de la famille des Riodinidae et de la sous-famille des Riodininae. 
Ils résident en Amérique du Sud.

## Dénomination
Le genre a été nommé par Jean-Baptiste Alphonse Dechauffour de Boisduval en 1836.

## Liste des espèces
- Hypophylla argenissa (Stoll, [1790]); présent au Costa Rica et en Colombie
- Hypophylla caldensis Callaghan, [2001]; présent en Colombie
- Hypophylla florus (Staudinger, 1887); présent en Équateur et au Venezuela
- Hypophylla idae Callaghan, [2001]; présent en Colombie
- Hypophylla lasthenes (Hewitson, 1870); présent au Nicaragua et à Panama.
- Hypophylla martia (Godman, 1903); présent au Costa Rica et en Colombie
- Hypophylla sudias (Hewitson, [1858]); présent au Mexique, à Panama et en Colombie.
- Hypophylla zeurippa Boisduval, [1836]; présent au Mexique et à Panama.

### Source
- Hypophylla sur funet